# 宣王宮
24°31′53″N 120°44′42″E / 24.531385°N 120.745088°E
宣王宮，舊名省修堂，位於臺灣苗栗縣西湖鄉四湖村，前身為雲梯書院，1900年後作為鸞堂。

## 沿革

### 雲梯書院時期

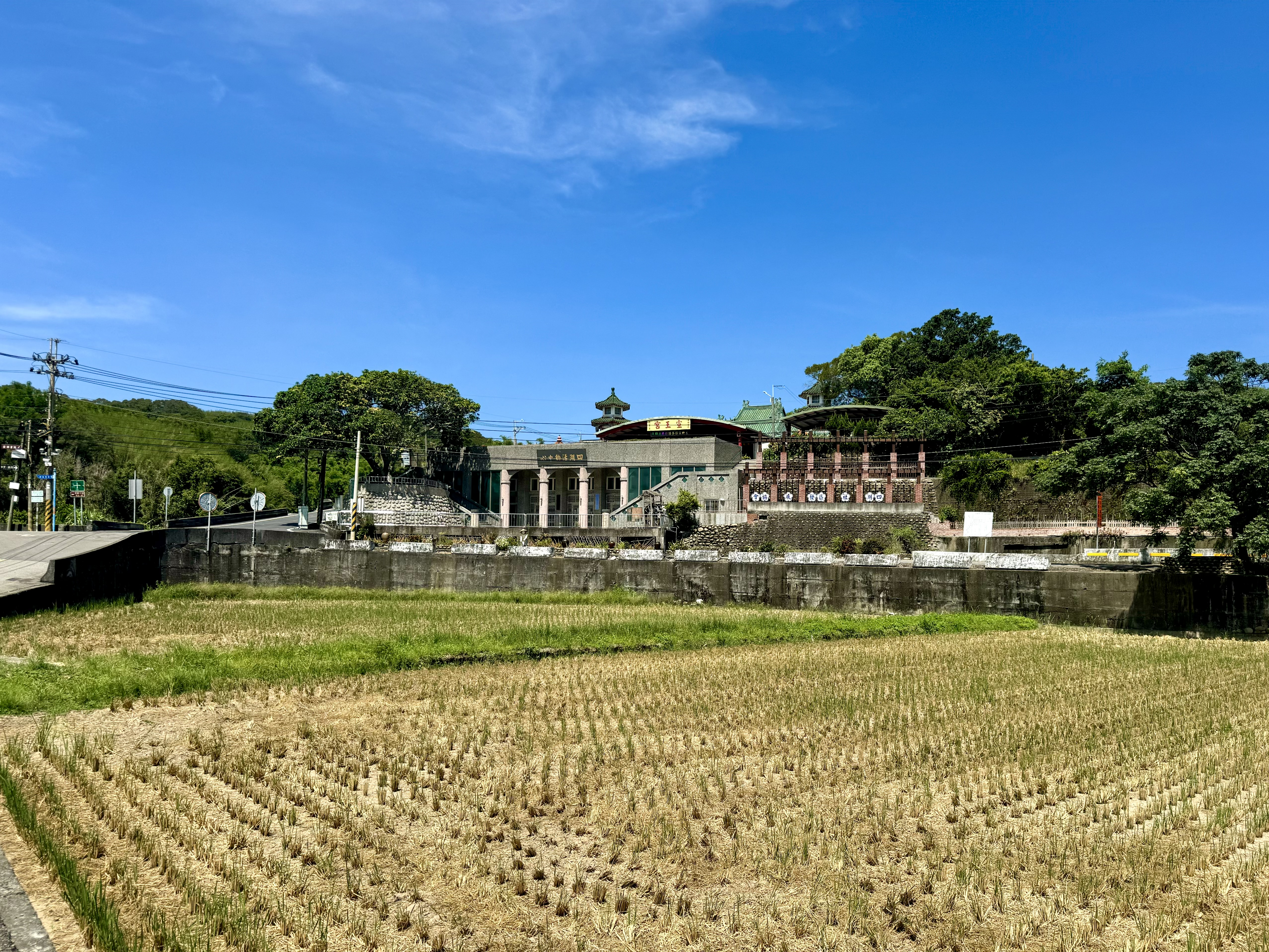
宣王宮遠照

清治時期，道光九年（1829年）春，四湖劉家來臺第三代劉錫金（劉永長）、劉錫銓兄弟，鑑於家族已豐衣足食，但子孫缺乏素養，因此他們決議延聘教師傳授族內子弟。起初，私墊是設在四湖村伯公背的瑞湖國小現址，在劉恩寬古宅附近。道光廿年（1840年），因私墊空間不足，由劉永義獻出在四湖村山仔頂的地，建立雲梯書院。為此，他們從惠州府奉請至聖先師牌位與五文昌在書院合祀，並在今日的宣王宮外庭左側建立敬聖亭。
依四湖劉家族譜記載，受雲梯書院教誨而各種科試中登第者廿多人。劉家就有監生12人、例貢生4人、庠生1人。四湖劉家還於咸豐八年（1858年），在劉恩寬古宅前於立了劉錫瓚與劉錫金的貢生楣桿石。至光緒年間，四湖劉家的劉廷珍、劉廷耀得功名。古宅保有「庚辰科恩進士」（1880年恩貢）、「三代明經」、「禮部朝考」、「候選儒學正堂」等功名執事牌。

### 省修堂時期

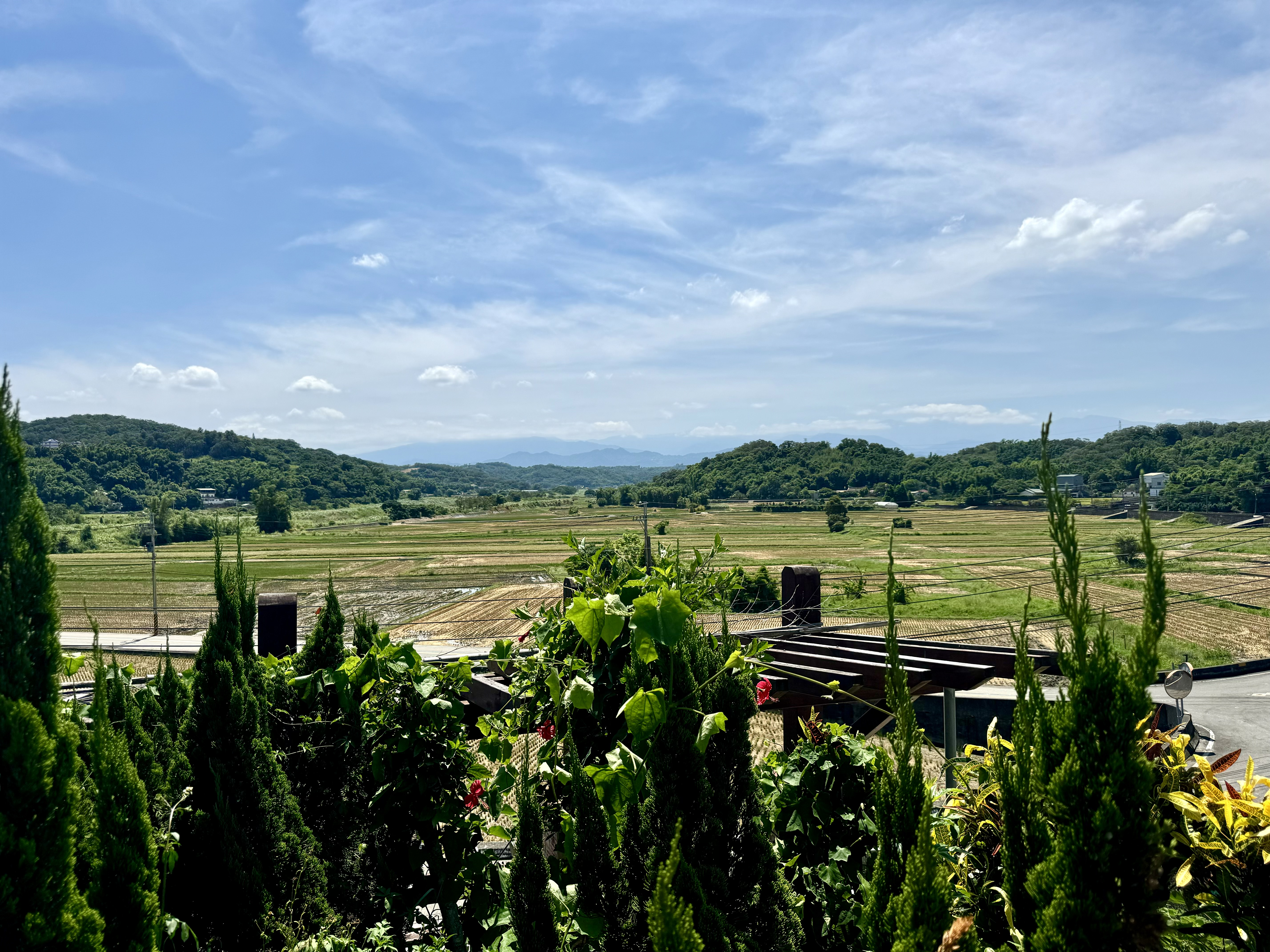
從宣王宮往東遠眺，可見劉恩寬祖堂與平疇綠野。

日治時期，明治三十一年（1899年）春，陸豐縣五雲洞恩主香火傳至芎林文林閣，帶動恩主公信仰的傳播到全臺灣各地，尤其是苗栗、東勢、美濃等客家庄。鸞堂信仰促使無法再參加科舉的文人成了鸞生、書院轉為鸞堂。1900年，雲梯書院引進芎林鳳山代勸堂的三恩主香火，取「修身克己省過知非之意」之義名作「修省堂」。修省堂出版的鸞書《洗甲心波》，提及四湖劉家來臺祖劉恩寬成了山東省國王、兒子劉清魁任惠州府關聖帝君、孫子劉錫光任泉州府鎮雅宮文昌帝君等傳說。
西湖鄉雖在1915年設立四湖公學校（今西湖鄉西湖國民小學），但因交通不便，四湖村人依然在修省堂接受漢學教育。地方學子與銅鑼鄉的文人成立「雙峰會」，四湖劉家的劉肇芳就是成員之一。直到四湖劉家的劉肇忠捐出私墊舊址，以建立瑞湖國小。
1922年，23歲的吳濁流調到四湖公學校任教，再輾轉任教於五湖公學校，因此留下許多與當地有關的著作。在吳濁流著作《亞細亞的孤兒》中，主角胡太明從小被祖父送到清末秀才彭逸民的雲梯書院，使胡太明學習民族情操，為小說劇情留下衝突伏筆。
1935年，省修堂因關刀山大地震毀損。

### 宣王宮時期

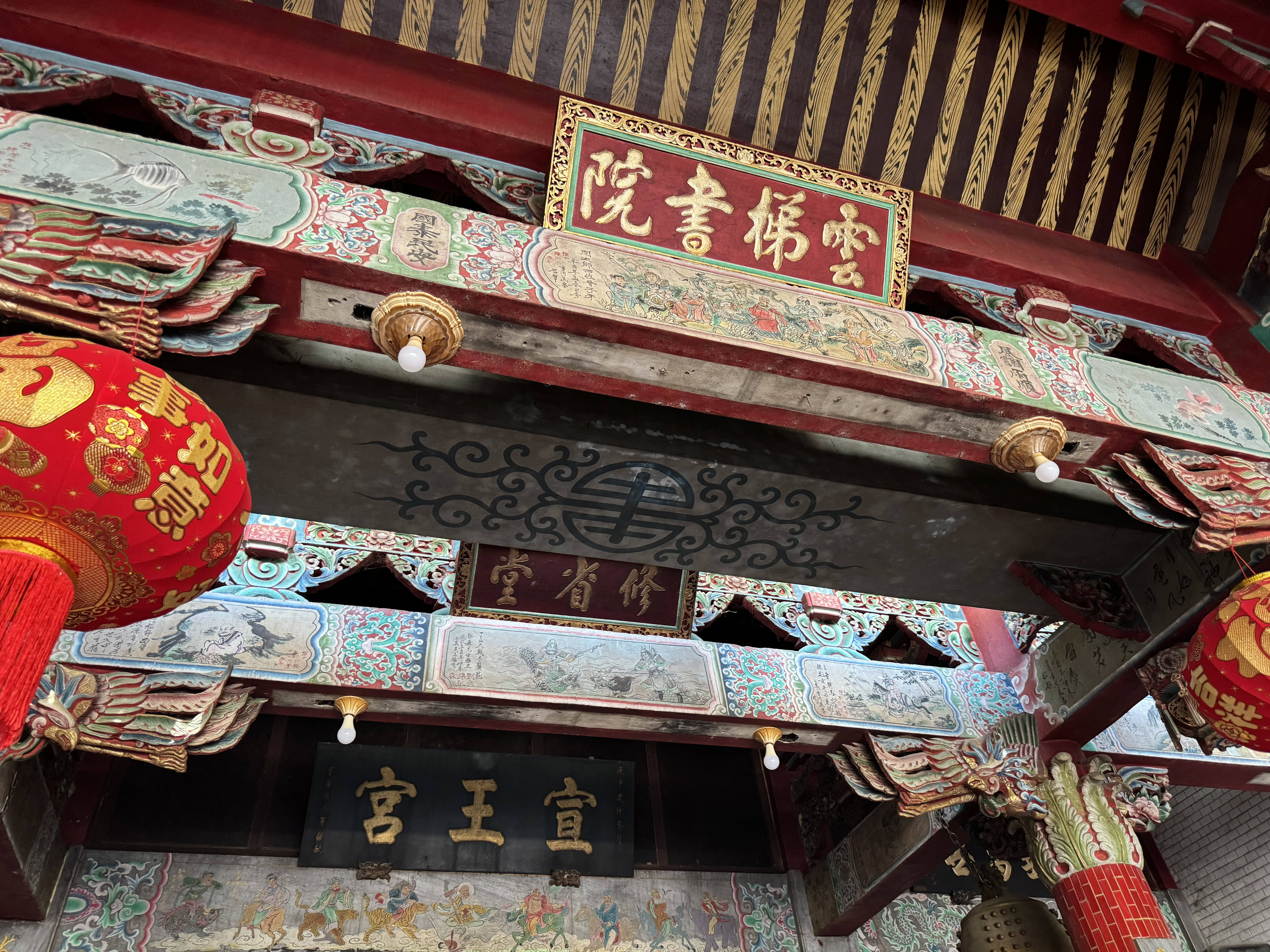
宣王宮匾額

二戰後時期，1976年春，省修堂大規模改建。1982年落成時，以「宣尼道學傳無類，王勃才華繼有人」對聯頭兩字，易名為宣王宮。孔子是漢平帝時被封為「褒成宣尼公」、唐玄宗時封為「文宣王」。
宣王宮為混凝土建造，屬傳統宮殿式三合院單層建築。廟堂上掛列雲梯書院、修省堂、宣王宮牌匾。雲梯書院初創時的大成至聖先師神位牌，也仍奉於殿中。
1995年9月28日教師節，苗栗縣府首度於象山孔廟舉行祭孔大典。楊秀瑕擔任西湖鄉長後，於1998年教師節首度在宣王宮舉行祭孔大典，由楊秀瑕和西湖國中校長榮寶林擔任主祭，鄉內各國小校長、社區發展協會理事長、鄉民代表等為陪祭。